# Macrophysis luzona
Macrophysis luzona là một loài bọ cánh cứng trong họ Cerambycidae.